# Wahlkreis Avanersuaq
Der Wahlkreis Avanersuaq war von 1979 bis 1999 ein grönländischer Wahlkreis für die Wahl zum Inatsisartut. Der Wahlkreis umfasste die Gemeinde Qaanaaq.

## Vertreter
Folgende Personen vertraten den Wahlkreis:
| Wahlperiode | Mitglied | Mitglied               | 1. Stellvertreter   | 2. Stellvertreter       | Anmerkung |
| ----------- | -------- | ---------------------- | ------------------- | ----------------------- | --------- |
| 1979–1983   |          | Sofus Joelsen          | Asiâjuk Sadorana    | K'aerngâĸ Nielsen       |           |
| 1983–1984   |          | Sofus Joelsen          | K'aerngâĸ Nielsen   | Ûssarĸak K'ujaukitsoĸ   |           |
| 1984–1987   |          | Ûssarĸak K'ujaukitsoĸ  | K'aerngâĸ Nielsen   | Inukitsorssuaĸ Sadorana |           |
| 1987–1991   |          | Ûssarĸak K'ujaukitsoĸ  | K'aerngâĸ Nielsen   | Inukitsorssuaĸ Sadorana |           |
| 1991–1995   |          | Ûssarĸak K'ujaukitsoĸ  | K'aerngâĸ Nielsen   | Ítukusuk Kristiansen    |           |
| 1995–1999   |          | Naimanngitsoq Petersen | Pauline Kristiansen | Lars Jeremiassen        |           |